# Guy Standing (attore)
Sir Guy Standing (Londra, 1º settembre 1873 – Hollywood, 24 febbraio 1937) è stato un attore inglese.
Fratello degli attori Wyndham e Jack Standing e padre dell'attrice Dorothy Hammond, morì per il morso di un serpente a sonagli durante una delle sue passeggiate sulle colline di Hollywood.

## Biografia
Nato a Londra in una famiglia di attori, seguì anche lui la carriera teatrale che lo portò con successo a recitare sui palcoscenici di Londra e, in seguito, negli Stati Uniti. Negli anni dieci, fece il suo debutto cinematografico in un paio di cortometraggi, iniziando però a lavorare continuativamente per il cinema solo negli anni trenta. Ormai sessantenne, interpretò ruoli di personaggi burberi e autoritari, spesso in parti di ufficiale e militare. Il suo ruolo più famoso resta probabilmente l'interpretazione del colonnello Stone ne I lancieri del Bengala (1935). Nel gennaio del 1937 uscì nelle sale il suo ultimo film, La fuga di Bulldog Drummond, dove, a fianco di Ray Milland che interpretava il capitano Drummond, Standing rivestiva i panni dell'ispettore Neilson. Neanche un mese più tardi, l'attore moriva per un attacco cardiaco in seguito al morso di un serpente. Venne sepolto nel Grand View Memorial Park di Glendale.

### La famiglia
Suo padre era il noto attore Herbert Standing (1846-1923), patriarca della famiglia Standing. I suoi fratelli Wyndham, Percy e Jack divennero tutti popolari attori di teatro e di cinema.
Guy si sposò tre volte. La prima, dal 1893 al 1899, con Isabelle Urquhart. Dopo il divorzio, si risposò con Blanche Burton e, quindi, con l'attrice Dorothy Hammond. Da questo matrimonio, nacquero tre figli: Michael Frederick Cecil Standing, Kay Hammond (1909–1980) - sposata all'attore John Clements (1910–1988) - e Guy Standing Jr. (1904–1954).

### Onorificenze
Nel 1919, fu insignito dell'onorificenza di Cavaliere dell'Ordine dell'Impero Britannico per meriti di guerra, avendo servito nella prima guerra mondiale nella Royal Naval Reserve, la forza di riserva volontaria della Royal Navy, e per aver partecipato nel 1918 alla missione di guerra britannica negli Stati Uniti.

## Filmografia
- True Irish Hearts, regia di Raymond B. West (1914)
- Alone in New York (1914)
- L'aquila e il falco (The Eagle and the Hawk), regia di Stuart Walker (1933)
- Perdizione (The Story of Temple Drake), regia di Stephen Roberts (1933)
- Midnight Club, regia di Alexander Hall, George Somnes (1933)
- Il canto della culla (Cradle Song), regia di Mitchell Leisen (1933)
- Hell and High Water, regia di Grover Jones, William Slavens McNutt (1933)
- La morte in vacanza (Death Takes a Holiday), regia di Mitchell Leisen (1934)
- The Witching Hour, regia di Henry Hathaway (1934)
- La porta segreta (Double Door), regia di Charles Vidor (1934)
- Rivelazione (Now and Forever), regia di Henry Hathaway (1934)
- I lancieri del Bengala (The Lives of a Bengal Lancer), regia di Henry Hathaway (1935)
- Pattuglia allarme (Car 99), regia di Charles Barton (1935)
- La corazzata Congress (Annapolis Farewell), regia di Alexander Hall (1935)
- The Big Broadcast of 1936, regia di Norman Taurog (1935)
- Palm Springs, regia di Aubrey Scotto (1936)
- The Return of Sophie Lang, regia di George Archainbaud (1936)
- I'd Give My Life, regia di Edwin L. Marin (1936)
- I Lloyds di Londra (Lloyds of London), regia di Henry King (1936)
- La fuga di Bulldog Drummond (Bulldog Drummond Escapes), regia di James P. Hogan (1937)

## Spettacoli teatrali
- The Second in Command, di Robert Marshall (Broadway, 2 settembre 1901)